# Lengyel Menyhért
Lengyel Menyhért, születési nevén Lebovics Menyhért (Balmazújváros, 1880. január 12. – Budapest, 1974. október 23.) író, publicista, színműíró, forgatókönyvíró, a Belvárosi Színház társigazgatója (1929–1930).

## Élete és munkássága
Balmazújváros Híreshát (más néven: Rolaháza) nevű pusztáján született Lebovics Bernát és Klein Rézi (1858–1945) fiaként, a középiskolát Miskolcon végezte el.
Irodalmi pályafutását újságíróként kezdte, Kassán, majd Budapesten dolgozott. 1907-ben jelentkezett színpadi szerzőként: a Thália Társaság mutatta be A nagy fejedelem c. színművét. A hálás utókor című drámáját 1908-ban a Nemzeti Színház mutatta be, ezt a Magyar Tudományos Akadémia Vojnits-díjjal tüntette ki. 1909-ben megjelent Taifun c. színdarabja világsiker lett. Publikált a kor legjelentősebb magyar irodalmi folyóiratában, a Nyugatban is.

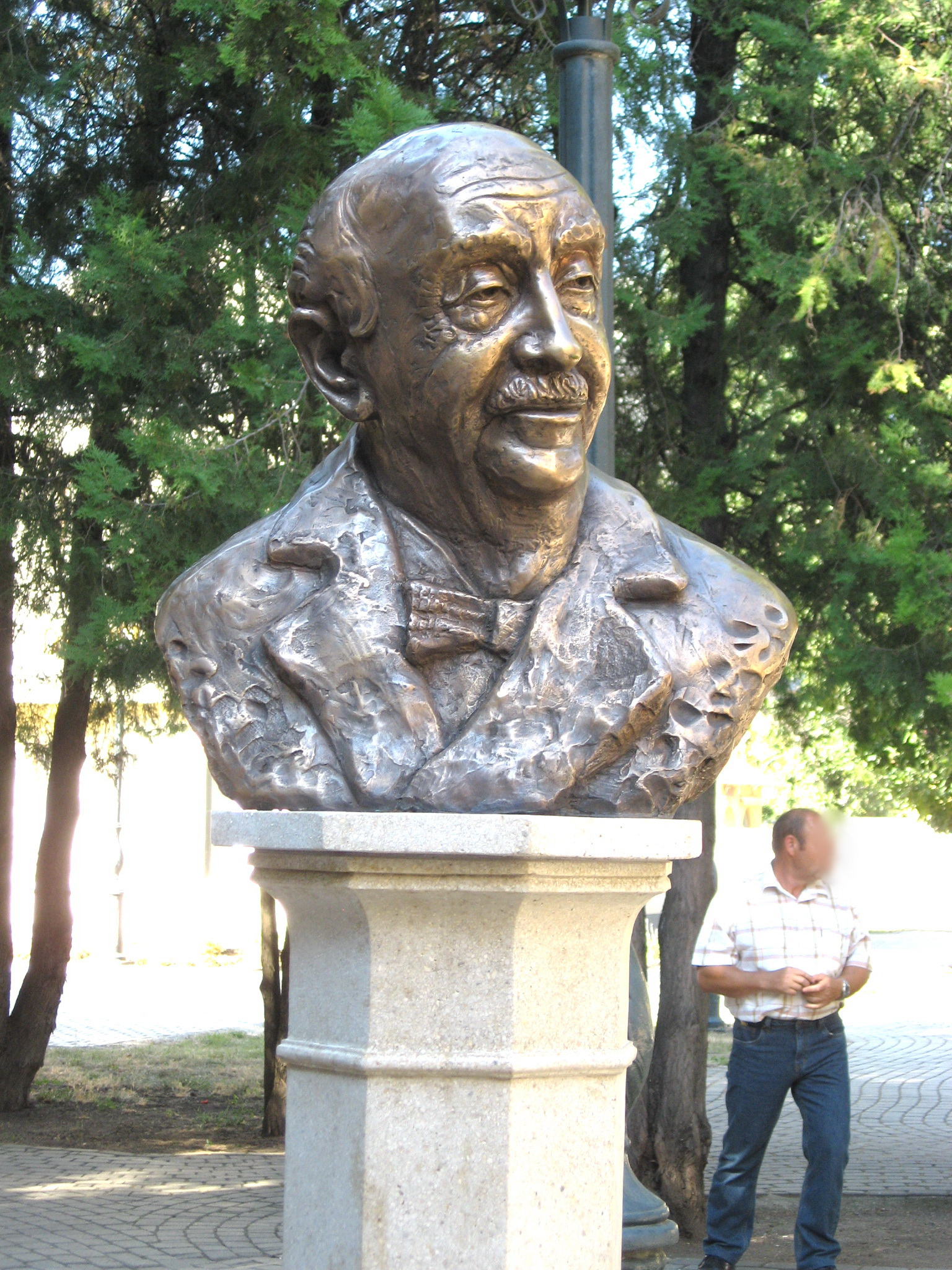
Lengyel Menyhért mellszobra Balmazújvárosban

Az első világháború idején (1914–1918) Az Est című lap megbízásából Svájcban dolgozott, onnan küldte háborúellenes cikkeit, publikációit, amelyeket német és francia lapok is átvettek. Ezek az írások Egyszerű gondolatok címmel 1918-ban kötetben is megjelentek. 1916-ban írta meg A csodálatos mandarin c. "pantomim-mesét" (az író saját megfogalmazása), amelyből Bartók Béla világhírűvé lett táncjátéka született. A háború után hosszabb utazást tett az Egyesült Államokban, ott szerzett tapasztalatait Amerikai Napló című kötetében adta közre (1922). Az 1920-as években a színház mellett a filmmel is aktívan foglalkozott, egy ideig a berlini May-Film dramaturgja volt. 1929–1930-ban Karinthy Frigyes mellett a Belvárosi Színház társigazgatójaként dolgozott. 1931-ben a Pesti Napló számára Londonból küldte tudósításait.
1937-ben költözött át az USA-ba, Hollywoodba, forgatókönyvírónak. Számos filmje világsiker lett és néhány ma is szerepel a mozik és tévécsatornák műsorán (pl. a Ninocska, amelynek a főszerepét Greta Garbo játszotta, és amelyet 1942-ben Oscar-díjra is jelöltek, vagy a Lenni vagy nem lenni). (A Ninocska alapján készült Cole Porter Silk Stockings – Selyemharisnya – c. musicalje is, amelynek filmváltozatát 1957-ben mutattak be.)
1960 végén azonban ismét Európában, nevezetesen Olaszországban, Rómában telepedett le. 1963-ban irodalmi munkásságáért Róma város nagydíjával tüntették ki.
1956 után többször hazatért látogatóba, 1974-ben végleg haza akart települni, de hazaérkezését követően röviddel Budapesten, 94 éves korában elhunyt. Egész életén át vezetett naplóját a Petőfi Irodalmi Múzeum őrzi. Szülővárosában, Balmazújvárosban a városi könyvtár 2004-ben a Lengyel Menyhért Városi Könyvtár nevet vette fel.

## Magánélete
Házastársa Gerő Lídia, Gerő Károly színműíró leánya volt, akivel 1917. január 25-én Budapesten kötött házasságot.
Fia, Lengyel Tamás szintén író volt. Németországban telepedett le és ott Thomas C. Lengyel néven főleg újságokban, folyóiratokban  publikálta novelláit, tárcáit. Pao-Pei, kleine Kostbarkeit. Mein chinesisches Töchterchen című könyve 1972-ben jelent meg.

## Főbb színpadi művei
- A titkos drámaíró. Monológ; Singer és Wolfner, Bp., 1901 (Monológok. Víg és komoly magánjelenetek)
- A nagy fejedelem (1907)
- A hálás utókor. Színjáték; Franklin, Bp., 1908
- Falusi idill (1908)
- Taifun (1909)
- A szűz (1909, Hatvany Lajossal)
- Az árny (1910)
- A próféta (1911)
- A cárnő (1912, Bíró Lajossal)
- Róza néni (1913)
- Biró Lajos–Lengyel Menyhért: A cárnő. Színmű; Singer és Wolfner, Bp., 1913 (Bíró Lajos munkái)
- A vendégek (1914, Bródy Sándorral)
- A táncosnő (1915)
- A csodálatos mandarin (pantomim) (1916)
- Az igazi hős (1917)
- Vera (1917)
- Lengyel Menyhért színművei; Athenaeum, Bp., 1918
- Seherezádé (1918)
- Chalotte kisasszony (1918)
- Sancho Panza királysága. Vígjáték; Athenaeum, Bp., 1919
- Néva parti estély (1919)
- Caruso contra Ramses (1922)
- Mister Rong (1923)
- Antonia (1924)
- A waterlooi csata (1924)
- Mária. Színmű; Athenaeum, Bp., 1926
- Seybold (1926)
- A postáskisasszony (1927)
- Tihamér (1928)
- Lengyel Menyhért színművei. 1. A postáskisasszony; Lantos, Bp., 1928
- A kínai lány (1929)
- Földnélküly János (1929, Karinthy Frigyessel)
- Vendégszereplés (1931)
- Angyal (1931)
- Pintyőke (1931)
- Evangeline (1932, Bíró Lajossal)
- A feltaláló (1934)
- Színművek; Révai, Bp., 1934
- Királyi vér (1935)
- Ninocska (1937)
- Lady Chatterley szeretője (1940)
- Különleges nap (1944, Phyllis Parkerrel)
- Kean és Aldridge (1948-1954)
- Jámbor lelkek külföldön (1950)
- Bölcs Náthán (1953)
- Dráma a vadászaton (1961)
- Lábán leányai (1963)
- Taifun; előszó Hubay Miklós; Magvető, Bp., 1984
- Bartók Béla–Lengyel Menyhért: A csodálatos mandarin. Pantomim. Opus 19; előszó ifj. Bartók Béla, tan. Bónis Ferenc; Tevan–Magyar Bibliofil Társaság, Békéscsaba–Bp., 1993

## Fontosabb film-forgatókönyvei
- Tiltott paradicsom (Forbidden Paradise) (1924) – R.: Ernst Lubitsch
- Nagy Katalin, a cárnő (Catharine the Great) (1934) – R.: Paul Czinner, Fsz.: Elisabeth Bergner
- Helyet az öregeknek (1934, Cziffra Gézával és Stella Adorjánnal Siegfried Geyer és Bús Fekete László színdarabjából)
- Egy frakk története (Tales of Manhattan) (1934, Vadnay Lászlóval és Fodor Lászlóval) – R.: Julien Duvivier, Fsz.: Charles Laughton, Paul Robeson
- Karaván (Caravan) (1934) – R.: Erich Carr, Fsz.: Charles Boyer, Loretta Young
- Rembrandt (1934) – Fsz.: Charles Laughton
- A cár és a muzsikus (The Tzar and the Musician) (1935) – Fsz.: Arthur Richmann
- Hotel Imperial (1935, Bíró Lajossal) – R.: Otto Preminger
- Angyal (Angel) (1937) – R.: Ernst Lubitsch, Fsz.: Marlene Dietrich
- Ninocska (Ninotchka) (1939) – R.: Ernst Lubitsch, Fsz.: Greta Garbo
- Lenni vagy nem lenni (To Be or Not to Be) (1942) – R.: Ernst Lubitsch, Fsz.: Carole Lombard
- Dicsőség napjai (Days of Glory) (1944) – R.: Casey Robinson, Fsz.: Gregory Peck
- Királyi botrány (Royal Scandal) (1945) – R.: Otto Preminger
- Selyemharisnya (Silk Stockings) (1957, a Ninocska film-musical változata) – Fsz.: Fred Astaire, Cyd Charisse

## Regények, elbeszélések, cikkek
- Lengyel Menyhért–Török Jenő: Egy kis panzióból; Molnárok Lapja Ny., Bp., 1906
- Egyszerű gondolatok; Pallas Ny., Bp., 1918
- Amerikai napló; Athenaeum, Bp., 1922
- A boldog város. Regény; Athenaeum, Bp., 1931
- Életem könyve. Naplók, életrajzi töredékek; szerk., előszó, jegyz., névmutató Vinkó József; Gondolat, Bp., 1987
- Életem könyve. Naplók, életrajzi töredékek; szerk., előszó, jegyz., névmutató Vinkó József; 2. jav. kiad.; Gondolat, Bp., 1988

## Műveinek és a róla megjelent írásoknak részletes jegyzéke
- Kun Józsefné: Lengyel Menyhért. Személyi bibliográfia (1880-1974).  Lengyel Menyhért Városi Könyvtár, Balmazújváros, 2004